# L'Adoration des mages (Lorenzetti)
Pour les articles homonymes, voir L'Adoration des mages (homonymie).
L'Adoration des mages – en italien Adorazione dei Re Magi – est un tableau réalisé par le peintre italien Pietro Lorenzetti en 1335-1340. De format vertical, cette peinture à l'huile et or est exécutée sur un panneau en peuplier dont le revers présente un décor porphyré en trompe-l'œil. Il s'agit d'une peinture chrétienne qui représente l'Adoration des mages, avec la Sainte Famille se tenant à l'entrée d'une grotte, dans la moitié droite de la composition. Élément d'un polyptyque portatif auquel appartenait aussi La Présentation au Temple conservée à Zagreb. 
Achetée en 1986 aux descendants de Léon Suzor, l'œuvre est conservée au musée du Louvre, à Paris, en France.